# Buddhistisches Lehrinstitut Larung der Fünf klassischen Wissenschaften
| Tibetische Bezeichnung |
| --- |
| Tibetische Schrift: བླ་རུང་སྒར་ |
| Wylie-Transliteration: bla rung sgar; gser thang bla rung lnga rig nang bstan slob gling                                               |
| Andere Schreibweisen: Serthang Larung Ngarig Nangten Lobling; The Centre for The Five Traditional Sciences and Higher Buddhist Studies |
| Chinesische Bezeichnung |
| Traditionell: 喇榮五明佛學院 |
| Vereinfacht: 喇荣五明佛学院 |
| Pinyin:Larong Wuming Foxueyuan |

Das Buddhistische Lehrinstitut im Stadtzentrum von Serthar

Das Buddhistische Lehrinstitut Larung der Fünf klassischen Wissenschaften (tibetisch: gser thang bla rung lnga rig nang bstan slob gling) oder Larung Gar (bla rung sgar) ist ein 1980 von Khenpo Jigme Phüntshog (1933–2004), einem Nyingma-Meister, gegründetes Lehrinstitut des tibetischen Buddhismus in Osttibet. Es handelt sich um eines der weltweit größten Institute des tibetischen Buddhismus.

## Lage
Das große „religiöse Zeltlager“ (chos sgar) bzw. Institut für Höhere Buddhistische Studien befindet sich auf etwa 4000 m Höhe im Larung-Tal nahe der Stadt Serthar (gSer rta) im Autonomen Bezirk Kardze der Tibeter in der südwestchinesischen Provinz Sichuan.

## Geschichte
Die Gründung geschah in Übereinstimmung mit einer Prophezeiung des 1. Dodrupchen Rinpoche Jigme Thrinle Öser ('jigs med phrin las 'od zer; 1745–1821), der prophezeit hatte, dass „im Land des Lama Rung ... eine Person namens Jigme erscheinen werde“, die die „Lehren von Sutra und Tantra erhellen“ werde und deren Anhänger aus den Zehn Richtungen zuströmen werden.
Die Stätte befindet sich nahe dem Sitz des Düdjom Lingpa (1836–1904) in dessen frühen Lebensjahren, und es heißt auch, sie sei Aufenthaltsort von mehreren Meistern gewesen, die den Regenbogenkörper ('ja' lus) verwirklicht hätten.
In Larung Gar kann man eine vollständige buddhistische Ausbildung erhalten, die auf den Fünf großen Wissenschaften (rig gnas che ba lnga) & Fünf kleinen Wissenschaften (rig gnas chung ba lnga) basiert.
Die wichtigsten Fächer sind buddhistische Philosophie und Logik. Sie sind unabhängig von ihrer Zugehörigkeit zu einer bestimmten Tradition.

### Teilabriss von Wohnbauten im Jahr 2001
Im Jahr 2001 ordneten Behörden den Abbruch von rund 2000 der zahllosen um das Zentrum herum errichteten Wohnhütten an und verboten das Errichten neuer außerhalb eines definierten Rings. Dies führte zu weiterer Verdichtung im Inneren. 2015 waren dort über 10.000 tibetische Mönche, Nonnen und Anwärter zu finden. Dazu kommen gut doppelt so viele Laienpraktizierende und Gäste. 2016 wurde behördlich angeordnet, Larung Gar stufenweise bis zum 30. September 2017 auf 5.000 Bewohner zu reduzieren, davon max. 1.000 Auswärtige, sowie tausende neue und alte Häuser abzureißen, die verbleibende Gemeinschaft strukturell zu trennen und neu zu ordnen, in Kloster, Institut, Laien-, Gäste- und Öffentlichkeitsbereiche. Begründung der chinesischen Behörden: „Die Gemeinschaft benötigt ideologische Führung.“ Mitte 2016 begannen die Arbeiten. Das Vorgehen wird begründet mit Überbevölkerung, Brandschutz und Hygieneproblemen. Die Leiter des buddhistischen Zentrums hätten selbst bereits versucht, die Zahl der sich unregistriert ansiedelnden Mönche und Nonnen zu begrenzen, aber den Überblick verloren.
Die International Campaign for Tibet kritisiert, dass der Entscheid zum Teilabriss offenbar ohne Einbezug der religiösen Leitung erfolgt sei, zudem bedeute die beabsichtigte Beteiligung der Regierung an der Zentrumsverwaltung mehr staatliche Kontrolle. Der Direktor von Human Rights Watch China forderte, die Tibeter selbst entscheiden zu lassen, wie sie ihre Religion praktizieren. Die Überbevölkerung des Zentrums lasse sich vermeiden, indem China die Errichtung von mehr buddhistischen Klöstern erlaube.

### Abriss von Unterkünften und Vertreibung von Mönchen und Nonnen ab 2016
Beim sogenannten 6. Tibet-Arbeitsforum im August 2015 und bei der zweiten nationalen Arbeitskonferenz am 23. April 2016 gaben chinesische Behörden im Rahmen eines „8-Punkte Plans“ Maßnahmen zum Abriss von Unterkünften der Nonnen und Mönche und die Vertreibung derselben aus Larung Gar bekannt. Anders als 2001 kündigte die Kommunistische Partei China (KPCh) die Abrissmaßnahmen dieses Mal an.
Im Wesentlichen sieht der 8-Punkte-Plan folgende Maßnahmen zur schrittweisen Zerstörung Larung Gars vor:
- Bis 31. August 2016 sollen Kameras zur Überwachung angebracht werden.
- Bis 30. Oktober 2016 sollen alle „illegalen“, seit 2013 neu gebauten Unterkünfte, und 1500 „alte“ Gebäude abgerissen werden.
- Bis Ende 2016 müssen 2200 Menschen das Institut verlassen haben. Mindestens 1200 bis 30. August 2016.
- Die Anzahl der dort lebenden Nonnen, Mönche und Laien soll im Jahr 2017 auf maximal 5000 begrenzt werden.
- Nach Aussage der Behörden gehe es nicht um die Zerstörung des Instituts, sondern die „Bautätigkeiten“ seien Teil einer „beschleunigten Urbanisierung.“
- Am 20. Juli 2016 begann die Maßnahme mit der Zerstörung der Unterkünfte alter Menschen.[14]

Tsering Woeser, eine bekannte tibetische Bloggerin und Autorin, hat auf ihrer Facebookseite Aufnahmen veröffentlicht, die den Beginn der Abrissarbeiten in Larung Gar zeigen. Am 29. Juli 2016 berichtete Radio Free Asia, dass bereits mehr als 600 Unterkünfte abgerissen worden seien.

## Videos
- archive.org: Larung Gar Buddhist Academy
- tudou.com: Sichuan Seda Larong Wuming Foxueyuan Dajingtang
- video.sina.com.cn: Puxian xing yuan pin (Wuming Foxueyuan niansong shipin)
- v.youku.com: Jingang wu (Vajra-Tanz)
- video.sina.com.cn: Shenniao yunji zhong zhi Seda Larong Wuming Foxueyuan tianzangtai (Geier bei der Himmelsbestattungstätte des Buddhistischen Lehrinstituts Larung der Fünf klassischen Wissenschaften in Serthar)